# Gösta Odqvist (general)
Gösta Odqvist, född 9 januari 1913, död 15 februari 2005 i Stockholm, var en svensk militär (generallöjtnant).

## Biografi
Gösta Odqvist utnämndes till officer 1935 vid Södermanlands regemente (I 10) i Strängnäs. Han övergick senare till Flygvapnet, genomgick pilotutbildning och blev löjtnant 1939. Han var 1949–1951 stabschef vid Första flygeskadern (E 1), 1951–1952 chef för Flygvapnets bomb- och skjutskola (FBS), 1952–1954 chef för Flygvapnets krigsskola (F 20) i Uppsala, 1954–1959 flottiljchef för Västmanlands flygflottilj (F 1) i Västerås, 1961–1964 chef för Fjärde flygeskadern (E 4), 1964–1966 chef för Flygstaben och 1966–1973 chef för Första flygeskadern.
Odqvist pensionerades 1973 med graden generallöjtnant och 1960 blev han ledamot av Krigsvetenskapsakademien. Han är begraven på Överenhörna kyrkogård.

## Utmärkelser
- Riddare av Svärdsorden, 1950.[4]
- Kommendör av Svärdsorden, 6 juni 1959.[5]
- Kommendör av första klassen av Svärdsorden, 6 juni 1962.[6]
- Kommendör med stora korset av Svärdsorden, 5 juni 1971.[7]